# Dietil karbonat
Dietil karbonat je estar ugljene kiseline i etanola.  Na sobnoj temperaturi (25 °) dietil karbonat je čista tečnost sa niskom tačkom paljenja
Dietil karbonat se koristi kao rastvarač. On se može koristiti kao komponenta elektrolita u litijumskim baterijama.

## Literatura
1. ↑  „Diethyl carbonate”. Приступљено 01. 02. 2010.